# Красношапочная питтоподобная муравьеловка
Красношапочная питтоподобная муравьеловка (лат. Formicarius colma) — вид воробьиных птиц из семейства муравьеловковых. Выделяют четыре подвида.
Распространён в Южной Америке. Встречается от восточных склонов Анд на юго-востоке Колумбии к северо-западу Боливии и на восток до побережья бразильского штата Мараньян. Изолированная популяция находится на юго-востоке Бразилии вдоль атлантического побережья.
Птица длиной 18 см, весом 38—49 г. Тело стройное с короткими закруглёнными крыльями, длинными и сильными ножками и коротким прямым хвостом. Оперение тёмно-коричневого цвета, темнее на спине и крыльях, а на груди и лице почти чёрного цвета. Верх головы оранжево-рыжего окраса. Оранжевого цвета также крылышко. Брюхо светло-серое. Клюв длинный и тонкий, чёрного цвета.
Обитает во влажных лесах с густым подлеском. Держится в одиночку или парами, проводя большую часть дня за поиском пищи, держась главным образом на земле или недалеко от неё. Всегда готов спрятаться в гуще растительности при малейшем подозрительном шуме. Питается насекомыми и другими мелкими беспозвоночными. Гнёзда обустраивает в дуплах. В кладке 2 белых яйца. О птенцах заботятся оба родителя.